# Distichophyllum submucronatum
Distichophyllum submucronatum är en bladmossart som beskrevs av Fleischer 1908. Distichophyllum submucronatum ingår i släktet Distichophyllum och familjen Hookeriaceae. Inga underarter finns listade i Catalogue of Life.